# Parthenormenis sanctaeursulae
Parthenormenis sanctaeursulae är en insektsart som beskrevs av Ronald Gordon Fennah 1949. Parthenormenis sanctaeursulae ingår i släktet Parthenormenis och familjen Flatidae. Inga underarter finns listade i Catalogue of Life.